# Thảm sát Đắk Sơn
Thảm sát Đắk Sơn là một sự kiện trong Chiến tranh Việt Nam xảy ra tại làng Đắk Sơn, tỉnh Phước Long, nơi mà nhiều thường dân đã chết trong một cuộc giao tranh giữa quân đội Mỹ - VNCH và quân Giải phóng. Cuộc thảm sát được cho là do Mặt trận Dân tộc Giải phóng miền Nam Việt Nam gây ra. 

## Diễn biến

### Theo tài liệu của Hoa Kỳ
Theo Ronald H. Spector, giáo sư về Lịch sử và Quan hệ quốc tế tại đại học George Washington, vào ngày 5 tháng 12 năm 1967, 2 tiểu đoàn Quân Giải phóng miền Nam Việt Nam đã bao vây làng Đắk Sơn, nơi có 2000 người Thượng và khu trại đóng quân của khoảng 1 đại đội lính Việt Nam Cộng hòa, bởi vì họ cho là làng này chống cộng và đã giúp đỡ cho những người tị nạn trốn khỏi các khu vực do người cộng sản kiểm soát.
Theo Charles Krohn, một sĩ quan tình báo Hoa Kỳ dẫn lại tài liệu của Douglas Pike, thời điểm đó là nhân viên Phòng Thông tin "USIS" (Đơn vị Tâm lý chiến Hoa Kỳ), làng Đắk Sơn đã xảy ra một trận đánh vào ngày 6/12/1967. Theo Hoa Kỳ tuyên bố, khoảng 300-500 lính đã tấn công vào khu trại đóng quân của 54 lính Việt Nam cộng hòa, trong trận đánh khoảng 50 cho tới 60 người đã dùng súng phun lửa để tấn công. Lửa lan tới nhiều ngôi nhà trong trại (làm toàn bằng tre nứa) khiến chúng bị cháy. Theo Charles Krohn, một số người bị chết trong nhà, một số khác trốn dưới hầm bị chết do ngạt khói từ các đám cháy. Những căn nhà không bị cháy thì bị phá hủy bằng lựu đạn. Trước khi rời khỏi làng, họ đã bắn chết 60 người trong số 200 người còn sống sót bị bắt. Số còn lại bị bắt theo vô rừng. Theo tài liệu của USIS thì đã tìm được xác 252 người, 70% là phụ nữ và trẻ con. 
Tuy nhiên, một tài liệu khác của Kenneth Gee thì lại ghi là 10 người lính gác bị bắn chết, thêm 114 dân làng, hầu hết là phụ nữ và trẻ em bị chết do lựu đạn và súng phun lửa, số khác thì chết vì nhà bị đốt cháy.

### Theo tài liệu của Việt Nam
Tài liệu của Việt Nam không đề cập gì đến vụ thảm sát mà chỉ ghi từ khoảng đầu tháng 11 đến đầu tháng 12 năm 1967 đã xảy ra một trận đánh giữa quân Giải phóng và đối phương tại làng Đắk Sơn và có đề cập việc máy bay Mỹ ném bom khiến ngôi làng bị cháy và nhiều thường dân thiệt mạng.

## Hình ảnh

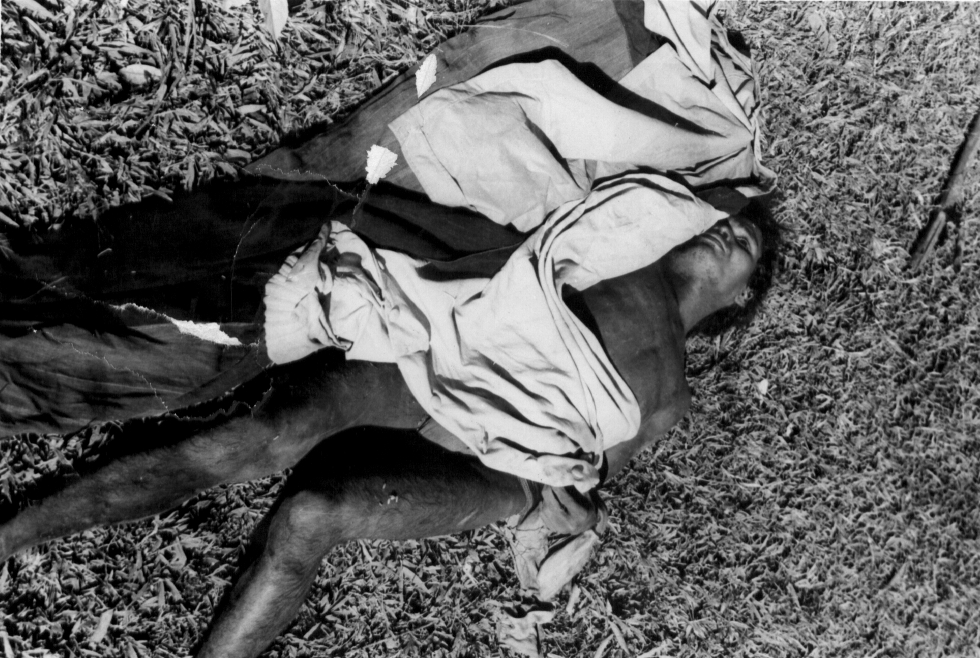
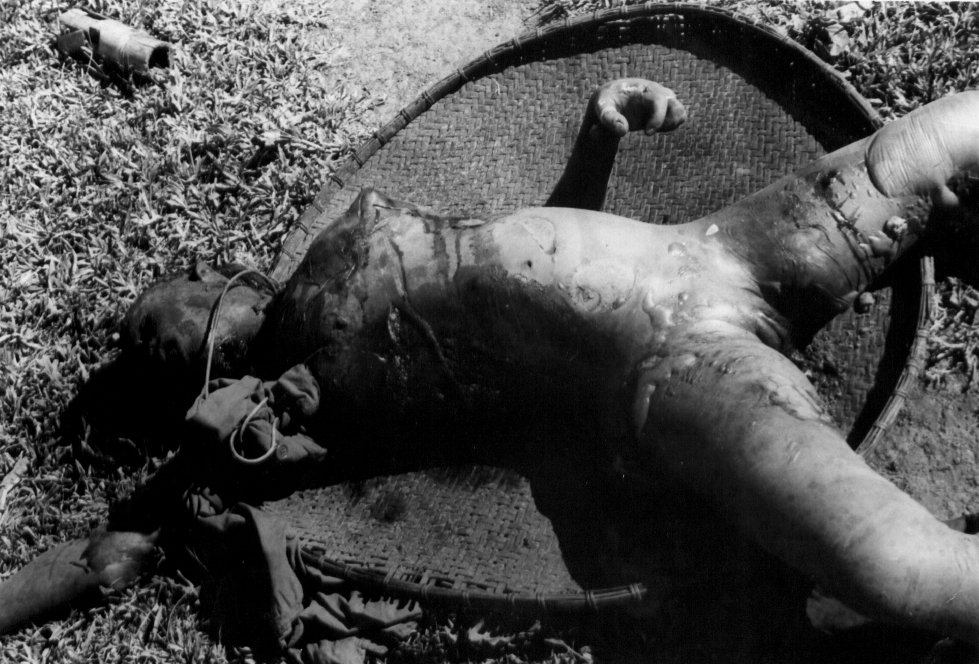
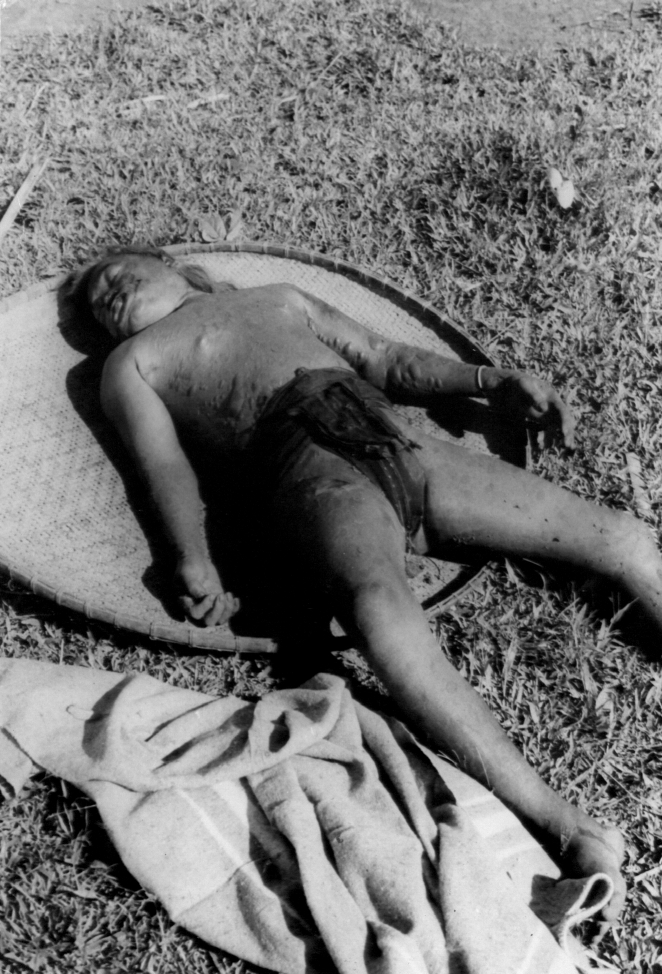
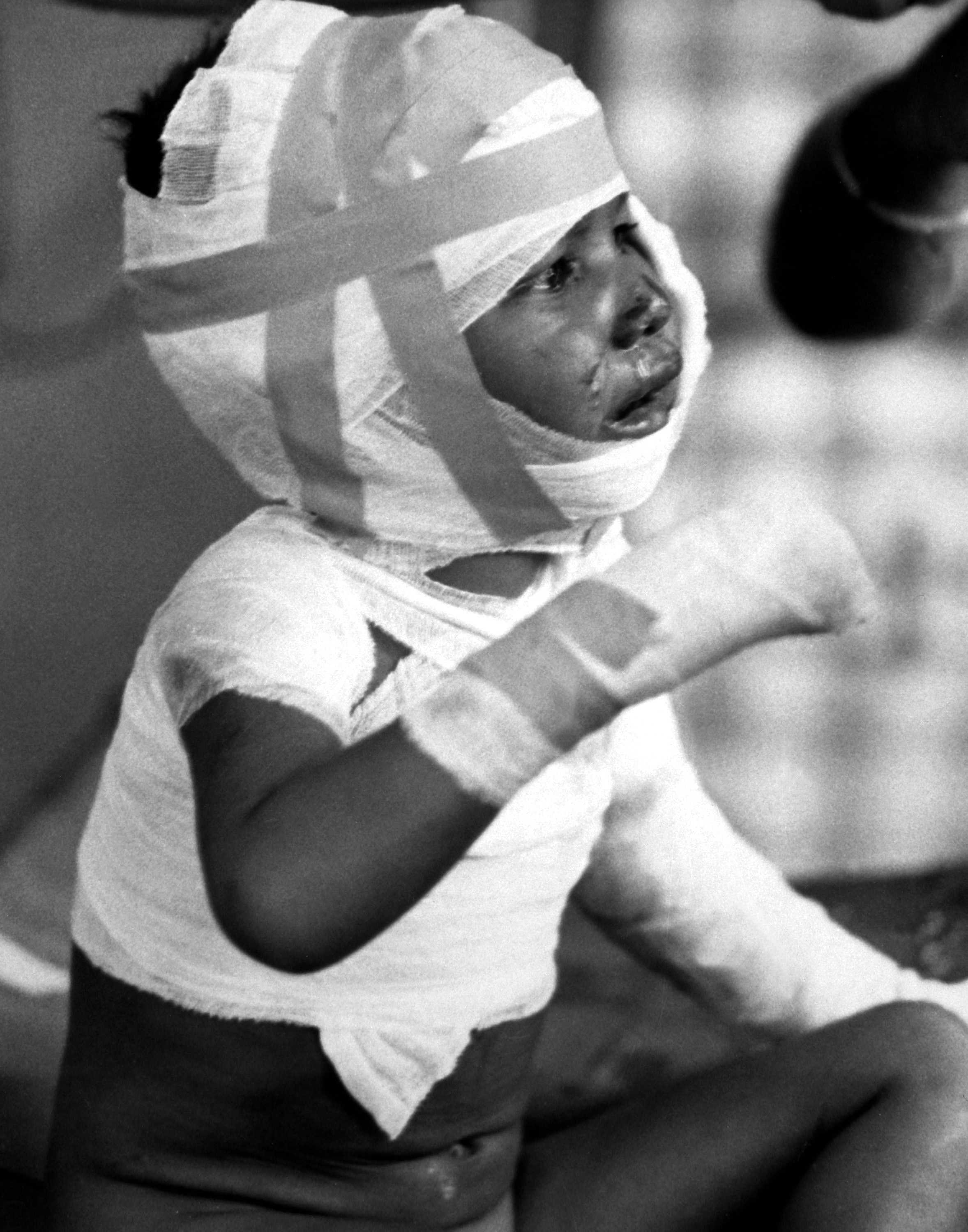